# 九九式短小銃

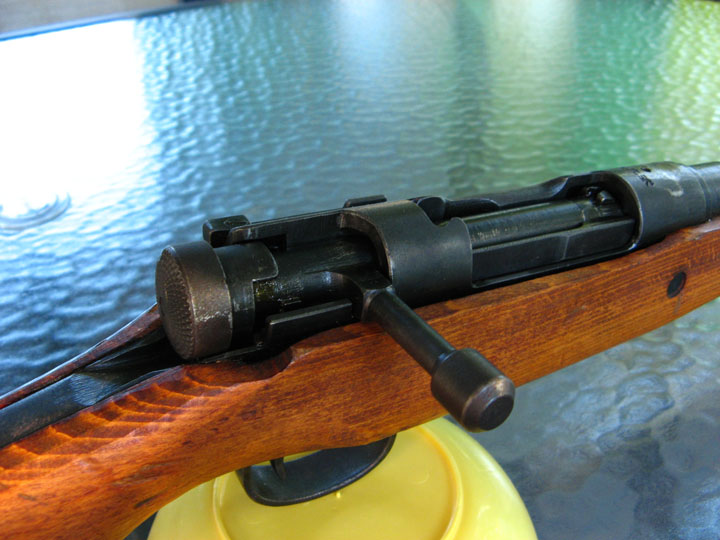
中期型の機関部。遊底が閉鎖され安全子が解除された状態。槓桿の根元は閉鎖時に機関部とかみ合っており、射撃時に遊底が破損する事故が起きても、遊底が後方へ脱落することを防いでいる。

九九式短小銃（九九式小銃、きゅうきゅうしきたんしょうじゅう）は、1939年（昭和14年）に日本陸軍で採用された三八式歩兵銃の後継に当たるボルトアクション式小銃である。欧米圏では有坂銃の最も代表的なものの一つとして知られている。初期の陸上自衛隊においても、短期間だが使用されていた。
制式名「九九式」は「皇紀2599年」（＝1939年）に採用された事から。

## 沿革
- 大正8年 - 試製7.7mm小銃の研究を開始
- 大正12年 - 試作研究終了。次期小銃の基礎資料となる
- 昭和4年4月 - 試製甲号7.7mm歩兵銃審査開始
- 昭和4年6月 - 審査終了。次期小銃の基礎資料となる
- 昭和13年4月8、9日 - 7.7mm協議会開催。小銃・機関銃・実包について協議された
- 昭和13年4月 - 次期小銃の設計に着手
- 昭和13年10月 - 次期小銃1次試作完了。耐久性の改善要求が出された
- 昭和14年1月 - 2次試作完了。制退器を削除、照尺の改良、製造の簡易化がなされた
- 昭和14年5月 - 3次試作完了。実用試験に供された
- 昭和14年7月15日 - 仮制式制定上申
- 昭和16年 - 生産開始
- 昭和16年4月 - 小倉陸軍造兵廠研究所で陸軍技師・水野武雄が九九式小銃を半自動化した改造ピダーセン自動小銃の製作に成功（当時の国状によりこの小銃は正式採用されなかった）
- 昭和16年12月 - 太平洋戦争（大東亜戦争）開戦
- 昭和20年8月 - 太平洋戦争敗戦により生産中止
- 昭和25年 - GHQの指示により、九九式短小銃14万丁がM1ガーランドと同じ弾薬（実包）を発射できるよう改造される
- 昭和25年6月 - 朝鮮戦争勃発により韓国軍が開戦初期、九九式短小銃を一部使用（米軍の参戦と共にM1ガーランドに代替）
- 昭和25年8月 - 警察予備隊の発足により同隊が九九式短小銃を使用
- 昭和36年6月 - 保安隊を経て自衛隊が使用していた九九式短小銃は経年により不良品判定を受け射撃禁止措置とされる
- 昭和39年9月 - 豊和工業に在籍していた九九式短小銃の開発陣が64式7.62mm小銃を完成させ、自衛隊に制式採用された。

## 概要

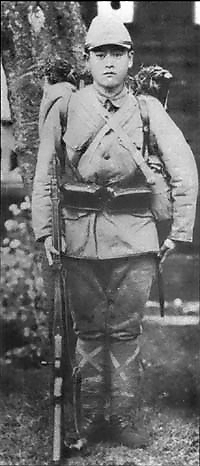
九九式短小銃（初期型）を携行する完全軍装の帝国陸軍の兵士。上帯と下帯の間に単脚が写っている。

本銃は1900年代末以降、長らく帝国陸軍の主力小銃であった三八式歩兵銃（三八式小銃）の後継として開発・採用された。三八式歩兵銃からの改善点は主に以下の通りとなる。
- 弾薬を九九式軽機関銃と共通化（九二式重機関銃とも一方的ながら共通化）
- 威力向上のため、6.5mmから7.7mmへ口径の大型化
- 命中精度向上のため、照星・照門の改良、対空表尺を装備
- 反動増大対策（銃口安定性増大）のため、単脚（モノポッド）を装備
- 反動増大対策のため、Gew98・Kar98kのものに似た反動受の金具を弾倉の前方に装備（銃床へ伝わる反動を分散）、また前帯・後帯をねじで固定（ずれ止め）
- 機動性向上のため、銃身の短縮、総重量の軽減
- 量産性向上のため、部品のゲージ規格化と品質管理の導入
- 歩兵部隊の近接支援火力を増大するため、小銃擲弾の装着が可能
- 日照による温度差での銃身の屈曲防止のため、上部被筒を装備
- 照星損傷防止のため、三八式歩兵銃後期生産型と同様のフロントサイトガード（照星座）を装備
- クリーニングロッド（槊杖）収納部の固定方法をバネ圧から押しボタンに変更し、反動で誤って抜け出ることを防止
- 弾倉底蓋に蝶番を装備し、開いた際の部品紛失を予防
- 銃把の上面・下面を補強する鉄製のフレーム（支え金）を延長
- 床尾板を鍛造の板形状から、Kar98kのものに似たカップ形状のプレス製に変更。この改良は三八式小銃でも後期生産型以降に導入されていた。
- 強度に直接影響しない箇所（レシーバー（尾筒）の後端、トリガーガード（安全鉄）など）の形状を簡略化

九九式小銃・短小銃を装備した部隊には、実包が共通化されていた九九式軽機関銃が分隊あたり1挺配備された。銃剣は三八式歩兵銃に引き続いて三十年式銃剣を採用している。
最大の生産工場は名古屋陸軍造兵廠鳥居松製造所であり、他に東京第一陸軍造兵廠・小倉陸軍造兵廠・仁川陸軍造兵廠・南満陸軍造兵廠の各陸軍造兵廠（工廠）、また東京重機工業（現：JUKI）や東洋工業（現：マツダ）等の民間企業でも生産された。短小銃の生産数は約250万挺と言われ、日本の小銃生産史上、三八式歩兵銃に続いて第2位の生産量とされている。詳細な生産数については戦中戦後の混乱で資料が残っておらず、完全には把握されていない。
1940年代初期の緊迫した情勢と国力の限界ゆえに、三八式歩兵銃(6.5mm)から九九式小銃・短小銃(7.7mm)へと全面更新することは出来なかったが、九九式短小銃自体は太平洋戦争時の日本軍（陸海軍）主力小銃として使用された。主な配備部隊は南方戦線を中心とし、例としてガダルカナルの戦いの一木支隊。アッツ島の戦いとココダの戦いにおける第7師団、ビアク島の戦いにおける第35師団、ペリリュー島の戦いにおける第14師団、フィリピン防衛戦における第68旅団、硫黄島の戦いにおける第109師団、南樺太の戦いにおける第88師団、占守島の戦いにおける第91師団。ほかビルマの戦い、サイパン島の戦い、沖縄の戦い、満州の戦い、日ソ戦などでも使用された。
九九式小銃・短小銃はドイツ国防軍のKar98k、ソ連労農赤軍のモシン・ナガン M1891/30、アメリカ軍のスプリングフィールド M1903、イギリス軍のリー・エンフィールド No.4 Mk Iなど、第二次世界大戦当時の列強各国軍における同世代の主力小銃と比較しても互角以上の性能と信頼性を備えていた。太平洋戦争開戦当時は、新式小銃とも称され先に装備した部隊の士気は高まったという。
一方で、長銃身・小口径弾ゆえに反動が小さい三八式歩兵銃に比べ、短銃身・大口径弾ゆえに反動が大きい九九式短小銃は命中率が低下しやすく、反動の増大と命中精度の低下の対策として、九七式狙撃銃で採用されていた他国にあまり例をみない単脚が装備されているが、これが有用であったという使用者の証言は少ない。命中率の
低下から新型小銃は改悪と評価される場合もあるが、スコープ等を使用する遠距離狙撃以外の通常の戦闘での使用や近距離での撃ち合いでは特に問題にはならなかった。また、大戦末期には国力の低下から小銃に限らず粗製品が生産されたため、その末期型九九式短小銃に関しては本来の性能は期待できなかったという。太平洋の密林において頻発したごく近距離での戦闘では米軍が広く配備した半自動小銃であるM1ガーランド、半自動カービン（騎銃・騎兵銃）のM1カービンに撃ち負ける場面がしばしばみられた。本銃の半自動小銃化も計画され試作品も完成していたが、弾薬消費が補給（国力）の限界を超えることと日中戦争の戦線拡大により見送られている。

### 名称

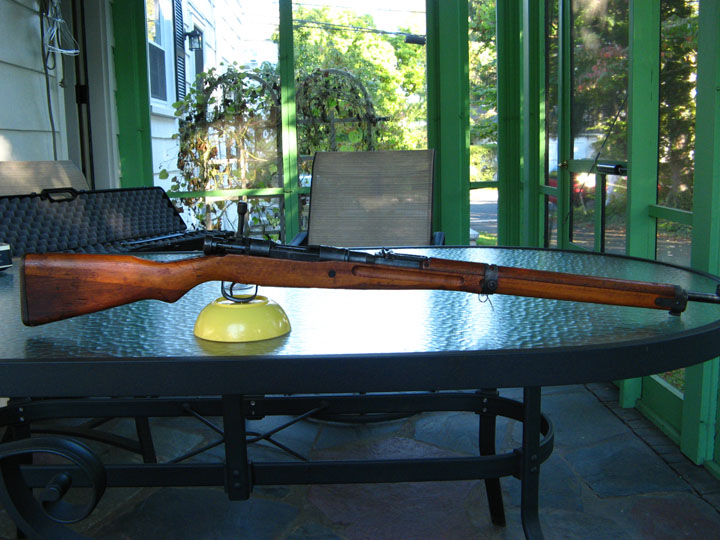
九九式短小銃（中期型）

本銃には大きく分けて短銃身型と長銃身型があるが、あくまで制式においては一貫して長銃身型を「九九式小銃」、短銃身型を「九九式短小銃」と称し厳密に区別されている。また、いわゆる長銃身型をさす「九九式長小銃」の呼称は俗称であり、これは制式名称ではない。なお、本銃の狙撃銃型として、九九式狙撃銃（九九式小銃ベース）と九九式短狙撃銃（九九式短小銃ベース）が存在するが、これらも制式において「小銃（狙撃銃）」と「短小銃（短狙撃銃）」は区別されている。
銃身が長銃身型（九九式小銃）より14cmほど短い短銃身型を九九式短小銃と称すが、長銃身型は「歩兵銃」として三八式歩兵銃を元に、短銃身型は「騎銃」として三八式騎銃および四四式騎銃を元に、並行して試作されたものである。歩兵銃の方は順調に開発が進んだものの、騎銃の方は大口径化により従来の騎銃と同等の銃身長では反動過大・命中不良などの弊害を来たしたことや、当時の世界の情勢を鑑み、従来の歩兵銃と騎銃のほぼ中間の銃身長とすること（のちの九九式短小銃）になった。最終的に歩兵銃と騎銃は、銃身長と負革の装着位置の他は同様式のものとされ、それぞれ九九式小銃・九九式短小銃として採用（仮制式制定上申）されている。
しかしながら、実際に主力小銃として量産・配備されたのは九九式短小銃であった事から（九九式小銃自体は早々に生産が中止され総生産数は約38,000挺。短小銃は約250万挺）、自然と短銃身型の方が「九九式小銃」と呼称されるようになった。
英語圏を中心とする日本国外においては「Arisaka 7.7mm Rifle」「Arisaka M1939 Rifle」「Type99 Rifle」「M99 Rifle」とも呼称される。

## 7.7mm口径化の経緯
日露戦争終戦後（同戦争における主力小銃は三十年式歩兵銃）、日本軍では三八式歩兵銃を主力小銃として使用していたが、歩兵戦術が機関銃（重機関銃・軽機関銃）中心へ急速に移行すると、歩兵銃弾と機関銃弾の銃弾の共通化、弾薬補給効率の向上が緊急の研究課題となり、三八式歩兵銃を基にして何種類かの大口径小銃が試作された。また6.5mm三八式実包を使用した小銃では銃身膨張の問題を抱えていたが原因や解決策が見いだせないでいた。
1919年（大正8年）12月、来たるべき小銃口径改正に備え、将来採用されるべき7.7mm歩兵銃および騎銃の設計要領書が陸軍技術本部より提示された。同時に使用実包の設計要領も示され、実包全長80mm、薬莢全長58mm、リム径12.1mm（リムレス）等、この時点で後の7.7mm小銃用実包の薬莢外形がおおよそ決定された。その後も幾度か7.7mm小銃の試験が行なわれたが、いずれも性能不足により採用には至らなかった。
1920年（大正9年）7月、新たな7.7mm航空機用機関銃弾薬の研究が始められ、前年に7.7mm小銃用として設計された実包がそのまま普通実包として、1925年（大正14年）に研究が始まった乙号遊動式機関銃（後の八九式旋回機関銃）と共に開発が行なわれた。この7.7mm実包は、高Gの掛かる航空機用機関銃での作動の確実性を期すためにリム径を12.7mm（セミリムド）とした他はほぼ同仕様のまま、1931年（昭和6年）9月に八九式普通実包として採用された。
地上で使用される重機関銃については、欧米列強国が第一次世界大戦後に重機関銃の口径を概ね7.7mm付近としており、陸軍でも重機関銃の口径拡大について考慮していたが、1929年（昭和4年）10月に八九式旋回機関銃が採用されたことにより、重機関銃にも7.7mm口径を採用する機運が高まり、八九式実包を使用できるよう三年式機関銃を改修することとなった。これにより、1933年（昭和8年）12月に九二式普通実包が、1936年（昭和11年）3月にそれを使用する九二式重機関銃が採用された。なお、1933年（昭和8年）6月30日の軍需審議会における応答事項では、弾薬が2種類になることに対し運用上の支障が懸念されたが、7.7mm弾による威力向上の利益のために弾薬補給等の多少の不便は忍ばざるを得ないと回答。また、小銃と軽機関銃の7.7mm化の企図については、重要な案件ではあるが諸般の事情により現在は研究は中止しており、射撃反動の緩和等の問題が解決すれば実現したいと回答した。しかしながら、後年には重機関銃との弾薬の融通性がなく、弾薬の補給が困難であるとして、この7.7mm弾を使用できることが新小銃に対する要求に組み込まれた。 
装甲車両に搭載される車載機関銃については、九一式車載軽機関銃の6.5mm口径は威力に乏しく軽装甲車にも対抗できない状況であるとして、1933年（昭和8年）8月より研究に着手し、1935年（昭和10年）9月の新車載機関銃の設計要領では、口径7.7mmで九二式普通実包を使用するものとされた。この試製車載重機関銃はセミリムドの九二式実包仕様で開発が進んでいたが、第1次、第2次試作銃共に動作性に問題があった。そこで、1937年（昭和12年）7月に完成したばかりのリムレス実包を、前回試験で最も動作不良の多かった試作銃と弾倉で使用した所、極めて良好に動作し、全く故障が発生しなかった。よって、以降の試験ではリムレス化した九二式普通実包を用い、ボルトもリムレス実包に対応する様改正した。1938年（昭和13年）3月に九七式実包が、1938年（昭和13年）12月にそれを使用する九七式車載重機関銃が採用された。
歩兵が使用する小銃や軽機関銃については、満州事変や第一次上海事変、日中戦争（支那事変）で対峙した中国国民革命軍等は、7.92mm弾(7.92mmx57IS)を使用するマウザー（モーゼル）系の漢陽88式小銃（Gew88）やZB26軽機関銃等で武装していた。7.92mm弾では早くから徹甲弾が実用化されており、命中箇所によれば日本軍の装甲車や軽戦車の装甲を貫通することもあった。このため陸軍では、当時の欧米列強国の小銃弾に準じて、口径は7mm～8mm程度が好ましいとされ、こうした戦訓も後押しする形で、大正・昭和と研究されてきた新小銃の配備が決定された。
こうして完成・採用されたのが九九式小銃・短小銃だったが、日中戦争の激化で動員がすすめられ兵士の数が急増したため三八式歩兵銃からの全面更新は不可能となった。結果として2種類の主力小銃が同時に存在したまま太平洋戦争に突入してしまった。なお、おおむね師団単位で使用銃器（口径）は固定化され、南方方面には7.7mm部隊を、既存の中国方面には6.5mm部隊をと区分けはされていたものの、日本軍全体においては弾薬補給上の混乱を招いた。さらに大戦中後期には南方戦線の戦況悪化のため中国方面の部隊を引き抜き戦力増強したこともあり、補給上の問題は悪化することとなった。
この様に種々の弾薬が作られていく中、1938年（昭和13年）12月、将来の戦略・戦術、製造補給、取り扱い等の諸点を考慮し、弾薬統制要領が陸軍技術本部第一部より提示された。その中では九二式実包のリムレス化も提起されていた。この弾薬統制要領に従い、1940年（昭和15年）4月に九二式実包のリムレス化が決定され、合わせて九七式実包はこの新九二式実包に統合されることとなった。この弾薬統制により、歩兵部隊向けの7.7mm弾は全て同一形状のリムレス薬莢に整理され統一された。しかしながら、管轄の異なる航空隊用の八九式実包は弾薬統制の対象に含まれておらず、依然としてセミリムド薬莢のままであった。

### 対物射撃
日本軍、特に満州に展開する関東軍にとって最大の脅威は、その機動性をもって退路および補給路を遮断する恐れのあるソ連の自動車化狙撃兵師団であった。遠距離の対人対馬射撃ではその小口径ゆえの命中率の高さから優位を確保した三八式歩兵銃であったが、中距離（200～400m程度）における自動貨車など軍用車両に対する対物射撃では、威力不足が顕著であった。満州の大平原で対車両戦闘を行なうという、より現実的な脅威に即した形で九九式小銃・短小銃は設計されている。
また中国軍との戦闘において中国家屋の土壁を遮蔽物として交戦した場合、中国軍の7.92mm弾は数発で土壁を撃ち崩したが、日本軍の小銃や軽機関銃の6.5mm弾では困難だったことからも、新型小銃の口径増大が求められた。
これらを踏まえて開発された九九式普通実包は、アルミ合金を鋳造してできた自動車エンジンのシリンダー部を貫通、破壊することが出来たとされる。
三八式の狙撃銃型である九七式狙撃銃・三八式改狙撃銃では、腔線（ライフリング）のツイストが急であることも含めドリフト（偏流）しやすい性質の銃になっており、最初から狙撃眼鏡（九七式狙撃眼鏡）の縦軸目盛が斜めに入っているのに対し、九九式狙撃銃・短狙撃銃用の狙撃眼鏡（九九式狙撃眼鏡）は縦軸目盛が垂直になっている。

## 特徴
三八式歩兵銃と比較して、照門がV字型から円孔式となり、照星も角柱式から三角柱式になった。照準の見出しがやりやすくなったため、兵士の間では概ね好評を得ていたとされる。ライフリングは三八式歩兵銃と同様のメトフォード型であり、イギリス製ライフルと同様の系統に区分される。
木製部分は主に長野産のクルミ材を使用していたが、代用としてブナ科の堅木も用いられた。のちに、欧米でオーク材と呼ばれる楢（なら）（日本では樫（かし））が主材料となったが、戦争末期には木材調達がままならず、乾燥処理されていない杉も使われた。銃床は三八式歩兵銃と同様に、上下二分割構造である。
当時の日本製小銃はその生産の主に最終工程において、職工の手作業による場面があったために部品の互換性が考慮されておらず、三八式歩兵銃の場合は破損や紛失した部品を他の銃の部品と入れ替えると作動不良の原因となる例があったが、九九式小銃・短小銃は互換性および生産性の向上が図られている。銃身の内側はクロームメッキが施されており、発射耐久性の向上に成功している。この技術は戦後に自衛隊向けのM1ガーランドの老朽化対策や、64式小銃、62式軽機関銃などの日本製小火器にも採用されている。

### 対空射撃
初期型の九九式小銃・短小銃には、単脚とともに「高射表尺」という対空用に使える見切り照準器が標準装備されていた。これは高射砲・高射機関銃砲（高射砲兵・機関砲兵）のない最前線では、敵航空機は歩兵の最大の脅威であるために、軽機関銃・重機関銃のみならず小銃手を含む歩兵部隊が全力で集中的に対空射撃し、これに対抗するものであったことによる。そのため、小銃の対空射撃姿勢（重機関銃は三脚を高射架に組み立て、専用の高射照門を装着する）である逆射や膝射および、見越し射撃の教育は高射表尺を有しない三八式歩兵銃の時代よりされていた。なお、あくまでこれらの対空射撃は必ずしも敵機の確実な撃墜を目論んだものではなく、敵機至近に射撃を行い「反撃」することにより操縦者の士気を挫き、接近や対地銃砲撃を回避する意味合いが強い。小銃による航空機の撃墜「報告」例は多数あるが墜落原因は戦闘中の混乱で明確でない場合もある。撃墜破には至らないものの、小銃による確実な対空射撃命中記録の一例としては次のものがある。1943年5月15日、ビルマ戦線において飛行第50戦隊（一式戦「隼」装備）留守隊が駐屯するメイクテーラ西飛行場をイギリス空軍第67飛行隊のハリケーン戦闘機8機が奇襲、当時の同飛行場には高射機関銃砲といった対空火器はなく、戦隊の池田上等兵が小銃（銃種不明）で反撃したのみであったがハリケーン2機が実際にこの小銃射撃によって被弾していた（日英軍双方の戦果損害報告による確実な記録）。
なお、このような小火器を用いた対空射撃戦術は日本陸軍では全力射撃と呼ばれ、機関銃1挺よりも小銃20挺の一斉射撃の方がより命中率が高まるという理論に基づいていた。同様の戦術がクァンガイ陸軍中学等の旧日本陸軍関係者がベトナム兵への戦術指導に当たった教導施設にて北ベトナム軍(ベトミン、ベトコン)の正規戦術として取り入れられ、インドシナ戦争やベトナム戦争（アプバクの戦いなどが著名）にて、爆撃・偵察などで低空に侵入した多数の航空機やヘリコプターにAK-47などの対空射撃で損傷・撃墜の被害を与えている。中国人民解放軍でも、1943年に八路軍の兵士である宋怜春（ソン・リンチュン）が鹵獲した三八式歩兵銃で日本軍の航空機を撃墜したことから、国共内戦後に発行した教練マニュアル『軍訓手冊』に小銃による航空機の撃墜方法を掲載した。朝鮮戦争（抗美援朝戦争）でも、中国人民志願軍（抗美援朝義勇軍）の関崇貴が小銃で戦闘機を撃墜して「一級戦闘英雄」の称号を得たことから、広州軍事司令部は1965年に射撃距離と角度を計算する換算表を掲載した戦闘マニュアル『怎樣打飛機』を発行した。小銃による対空射撃は操縦者の士気に与える影響も少なくなく、戦略上も操縦者のみならず、爆撃者や偵察者などの養成に費用と労力の掛かる要員を無為に消耗する結果を招くこととなるため、F/A-18等の現代の航空機に至るまでこうした射撃への対策設計が取り入れられる等の影響を残し続けている。

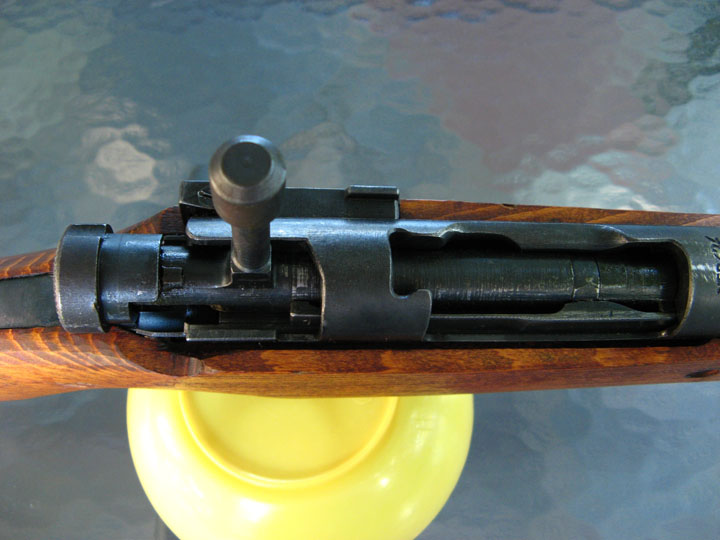
機関部。槓桿を通す部分が三八式小銃のスロット形状に対して、開放形状に簡略化された。また後期型移行直前の中期型であるため、槓桿先端の握り部は角ばった形状である。
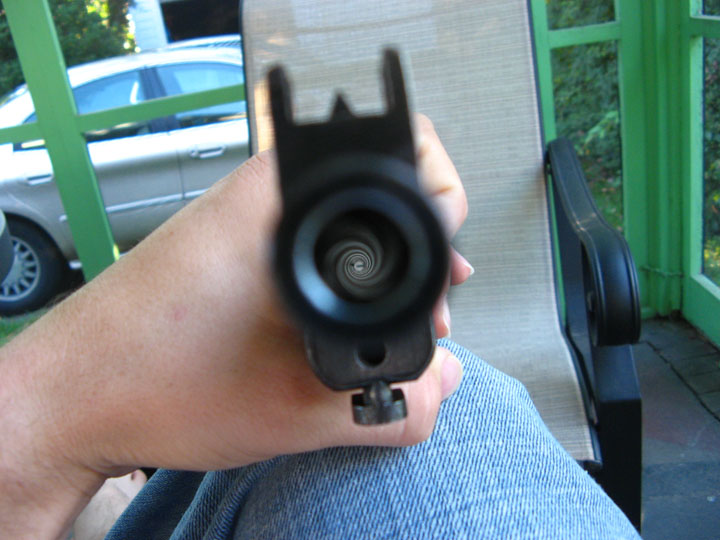
銃口、腔線、照星・照星座。
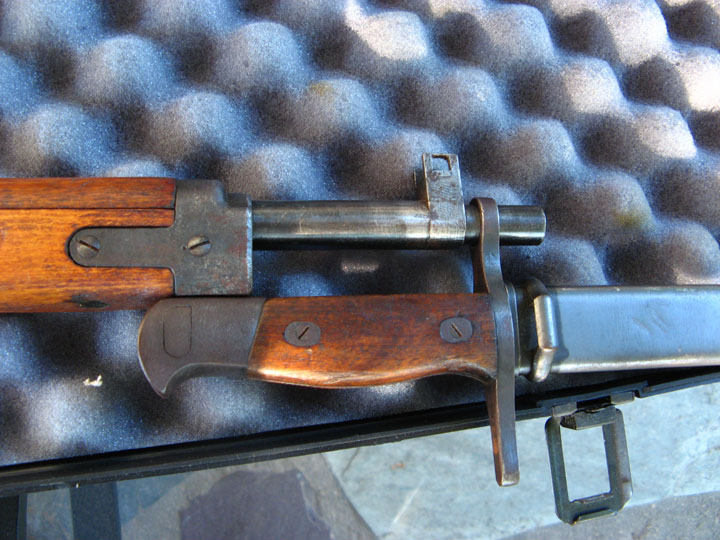
銃身の先端、上帯と着剣した三十年式銃剣
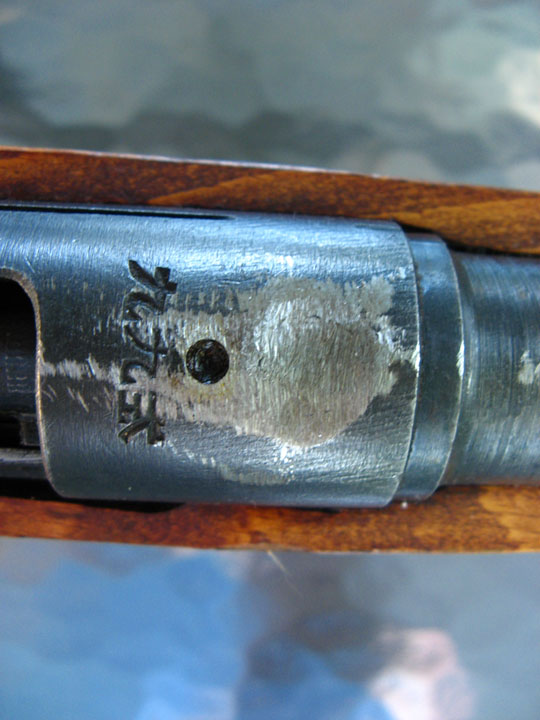
九九式の刻印（菊花紋章は削り取られている）と異常腔圧発生時のガス抜き孔
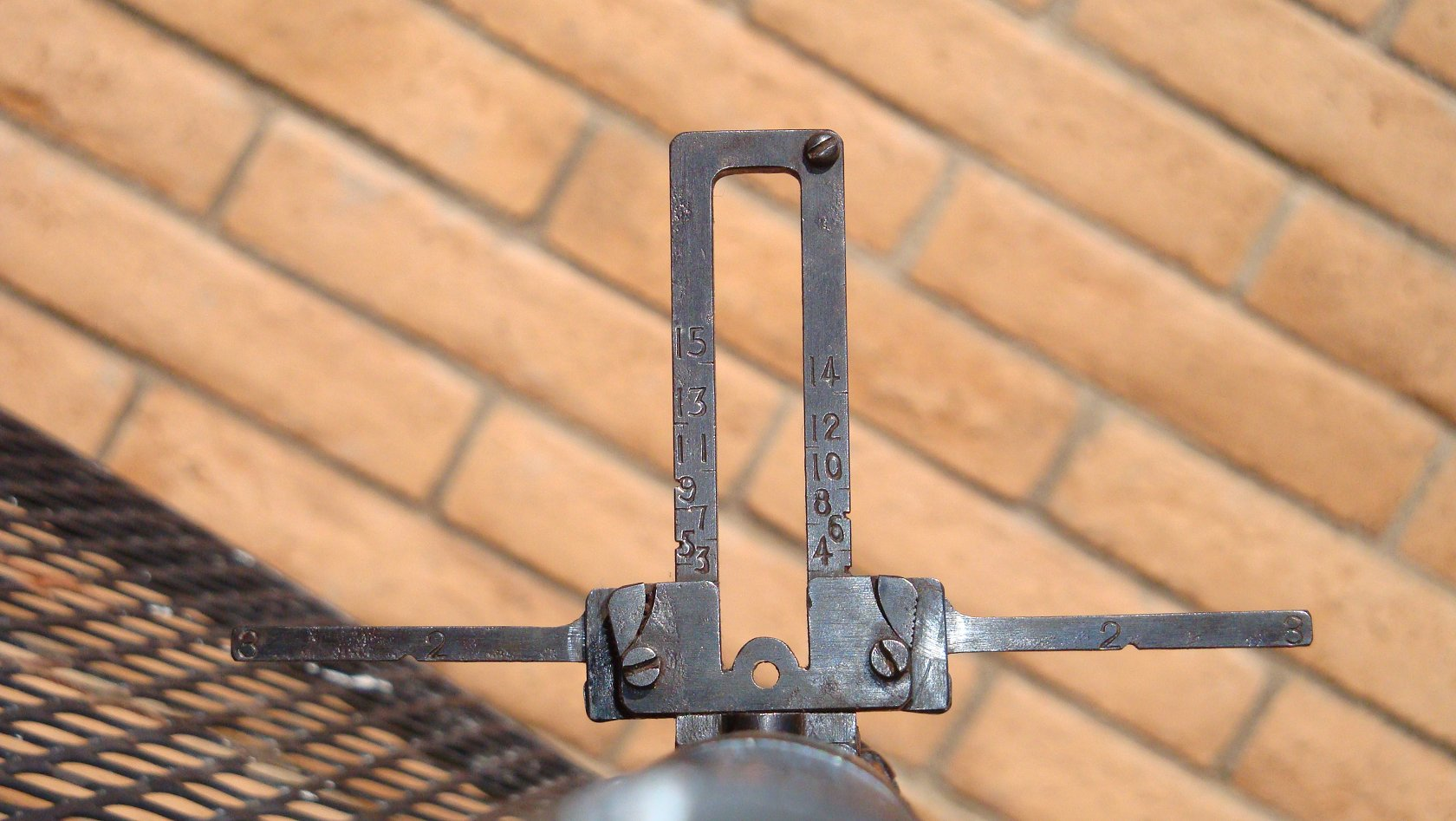
高射表尺（開）
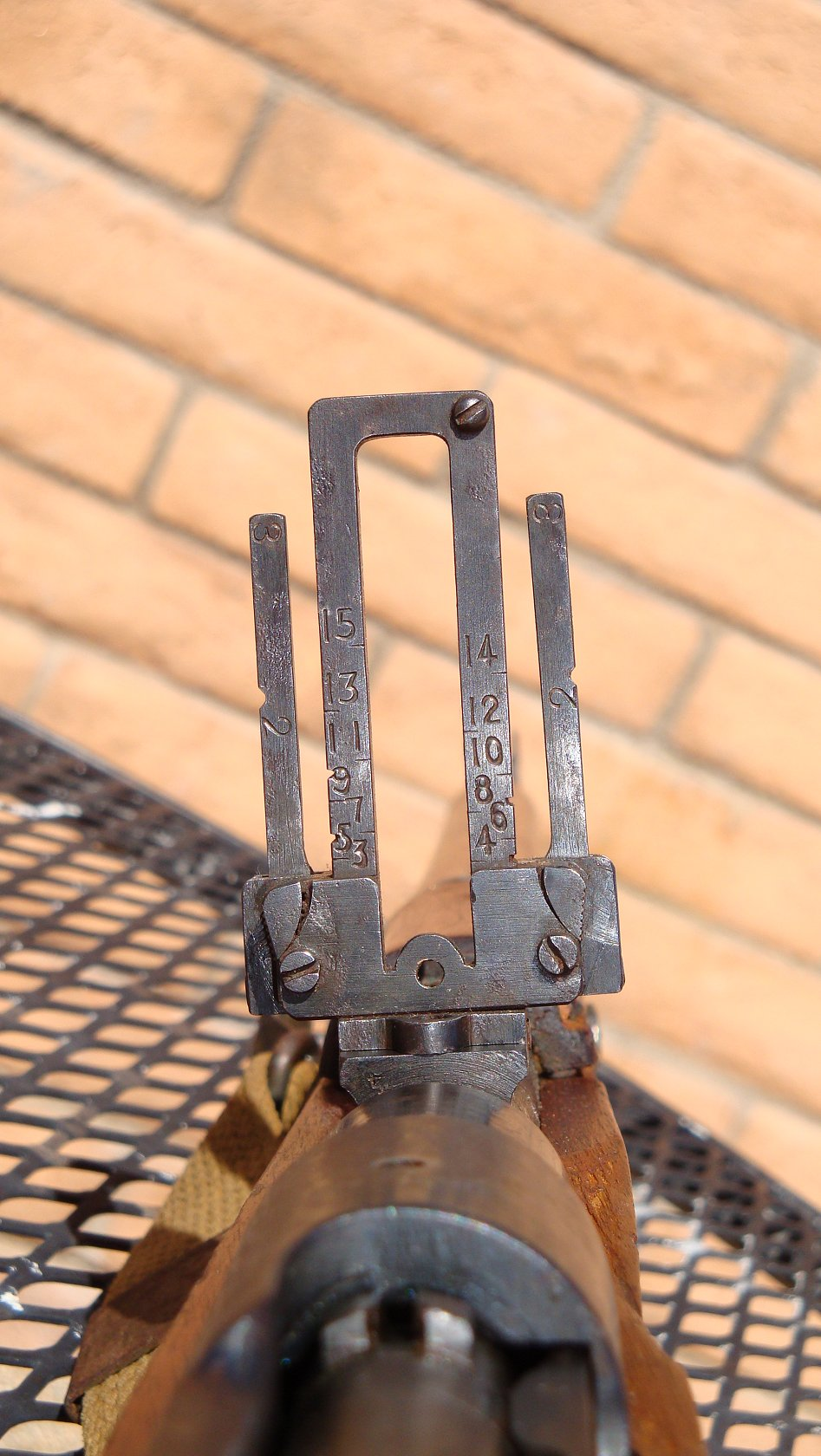
高射表尺（閉）
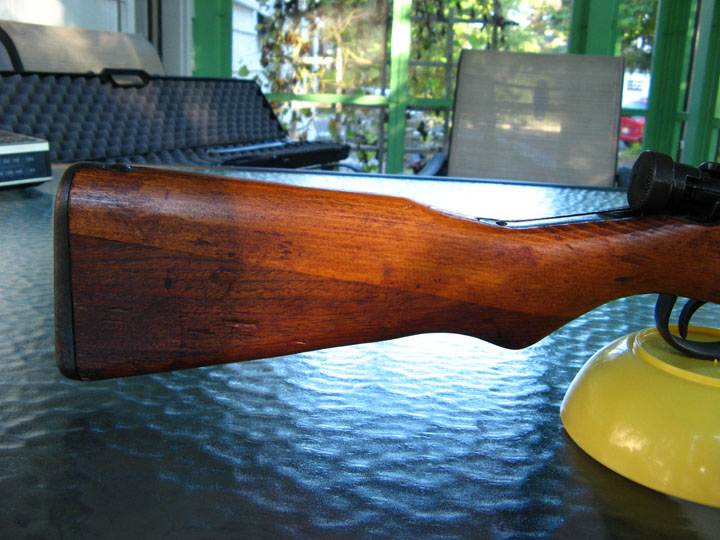
銃床。床尾板は初期型以来の鋼板プレス製を備えている。

## 使用弾薬

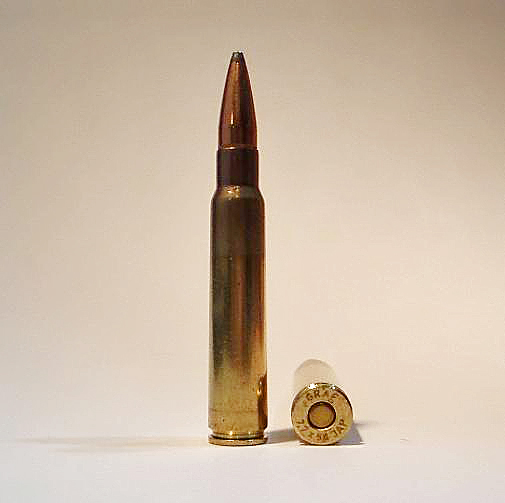
九九式普通実包を用いる銃器のために、アメリカのグラーフ・アンド・サンズ社が戦後に生産・市販した7.7x58mm JAP弾。

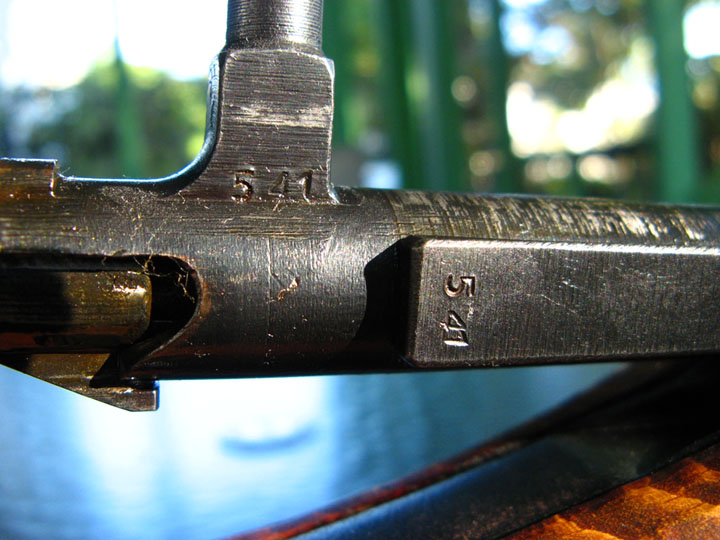
開いたボルトの後部。部品の互換性を達成しつつも、各部品には固有番号が従来同様に刻印されている。

当初、「無起縁式にした九二式普通実包」（後の九七式実包）を使用できるように開発が進められていたが、高威力過ぎて小銃弾としては不向きであった。九七式実包での試験を重ねた後、新たに開発した九九式普通実包を主用銃弾とすることで決定した。これにより補給効率向上を目指した銃弾の互換性は、小銃弾を機関銃弾として使用する一方的なものに留まった。1930年代後期、成人男性の平均身長が160cm強程度であった小柄な日本人が使用する小銃としては、減装弾であっても威力過大だったともされる。

### 九九式普通実包
九九式普通実包は1938年（昭和13年）10月から開発研究がなされた。九二式実包と比較し、薬莢下端に半起縁部が無いため、起縁部径は12.1mmと0.6mm小さく、底部厚が0.32mm薄くなっている。
九二式重機関銃は保弾板式の給弾機構であるため、作動の確実を期して半起縁式の薬莢を使用していた。その後、九七式車載重機関銃の開発にあたり、箱型弾倉からの送弾装填をより円滑とするべく薬莢が無起縁式に改められ、九七式実包が制式化された。同様に九九式軽機関銃も九七式実包を用いて開発が進められていたが、軽機関銃用としては装薬が多く威力が高すぎたため、装薬および弾丸重量を減らした九九式実包が開発された。これは既存の重機関銃用弾薬を基礎として開発を進めた経緯に基づく。
九九式小銃・短小銃では、同一部隊内で九九式軽機関銃と弾薬を共有するために九九式実包を主要弾薬として使用することとなっているが、重機関銃用の無起縁九二式実包も使用することができる。前者を近距離戦用の「軽弾」、後者を遠距離戦用の「重弾」と呼称した。無起縁実包用に改修された九二式重機関銃ではこれら全てを使用できた。
1940年（昭和15年）以降は弾薬統制により半起縁式の九二式実包が無起縁化されたため、歩兵部隊向けの7.7mm弾薬は全て同一形状の無起縁薬莢に整理され統一されたが、重機用の九二式実包と軽機・小銃用の九九式実包という二種類の区別がなお存在した。
弾丸は弾長31mm、弾径7.9mm、弾丸重量11.8g。弾道低落量は水平射撃200mで41cm、300mで99cm、500mで285cm。マンガン黄銅被甲、硬鉛第二種弾身となっている。形状は尖頭弾頭、平底弾尾。薬莢は黄銅製の無起縁薬莢で起縁部径12.1mm。末期には鉄製薬莢も生産されたが、表面処理が不充分なために携行中に錆が発生するなど実用性は低かった。

### 小銃擲弾等
九九式小銃・短小銃には、擲弾（小銃擲弾）発射用アタッチメントとして一〇〇式擲弾器・二式擲弾器などが装着可能であった。
30～45mmの専用擲弾が開発・生産され、例として40mm小銃擲弾は1個師団あたり1,000個程度の補給がされた。また、このほか小銃用タ弾（成形炸薬弾）として九九式外装穿甲弾が用意される予定であった。これは310gの炸薬が内包され、75mmの装甲に穿孔を開けることができたが、有効射程は20～30mと短く、試製に終わっている。

## 戦後の九九式短小銃
戦後、日本占領地域に遺棄、または降伏に伴う武装解除により接収された日本軍兵器が各国の独立戦争、内戦などで使用されており、多数の日本軍の小火器が使用された。
国民党軍により鹵獲された九九式短小銃のいくらかは、7.92×57mmマウザー弾用に改造された。この改造を施された九九式短小銃はレシーバーが幾らか切り取られた事で元の刻印が無くなった為、新たに七九二式なる型式が刻印されている。
朝鮮戦争の勃発を受けて、大韓民国国軍の小銃不足を補うため、アメリカ軍が接収した九九式短小銃を改修して装備することになった。これは薬室を削り直して7.62mm×63弾（.30-06スプリングフィールド弾）を使用できるようにするもので、改修は東京兵器補給廠（TOD）で行われていた。また日本で警察予備隊が発足するとこちらにも配備されることになり、名称は九九式口径.30小銃で、配備数は約75,000挺、改造のベースとされた九九式短小銃は日本国内の他米国からも供与（返還）が行われたという。
しかし、元々全く特性の異なる実包を用いていたものを改修したことから、下記のように多くの問題が指摘された。
- 腔圧や薬室・薬莢起縁部の径に大きな差があり、材質・径・装薬の違いによって銃身破壊や薬莢の縦割れが発生するリスクが高い
- 九九式短小銃は重量が軽いにもかかわらず、銃身が長く初速が大きくなるため、反動が増大して命中率が落ちる
- 30-06弾は弾底形状の関係から火薬ガスによる圧開を期待できず、また7.7mm口径の銃身で7.62mm径の30-06弾を使用することから、未発射銃でも残存命数が0.02mmしかないことになり、横転弾のリスクが高い
- 弾倉部を改造したため給弾不良のリスクがある

陸上自衛隊武器学校で行われたテストでは銃身破裂などの事故が頻発したことから、陸上幕僚監部ではただちに射撃禁止の措置をとった。
本来の九九式短小銃は当時の軍用ボルトアクション式小銃でも高性能な部類に入るものだったが、大戦末期の戦地や戦後の日本国内より米軍兵士が持ち帰って評価の対象としたのが末期型であったため、戦後アメリカでは粗悪銃と評価されていた。
また、アメリカやカナダではスポーツライフルとしても流通している。アメリカ国内で製造される7.7x58mm Arisakaが使用されており、貫通力が強く、大型獣の狩猟に使用される。グリズリーなどの大型動物を即死させることができるといわれる。
ルバング島で30年間身を潜めていた小野田寛郎予備陸軍少尉が手にしていた小銃としても知られる。この際、弾薬は島内に遺棄されていた戦闘機から引き上げた7.7x58SR機関銃弾（薬莢が九二式実包と同様の半起縁型で交換の必要あり）を改造して使用していた。

## 派生型

### 九九式小銃

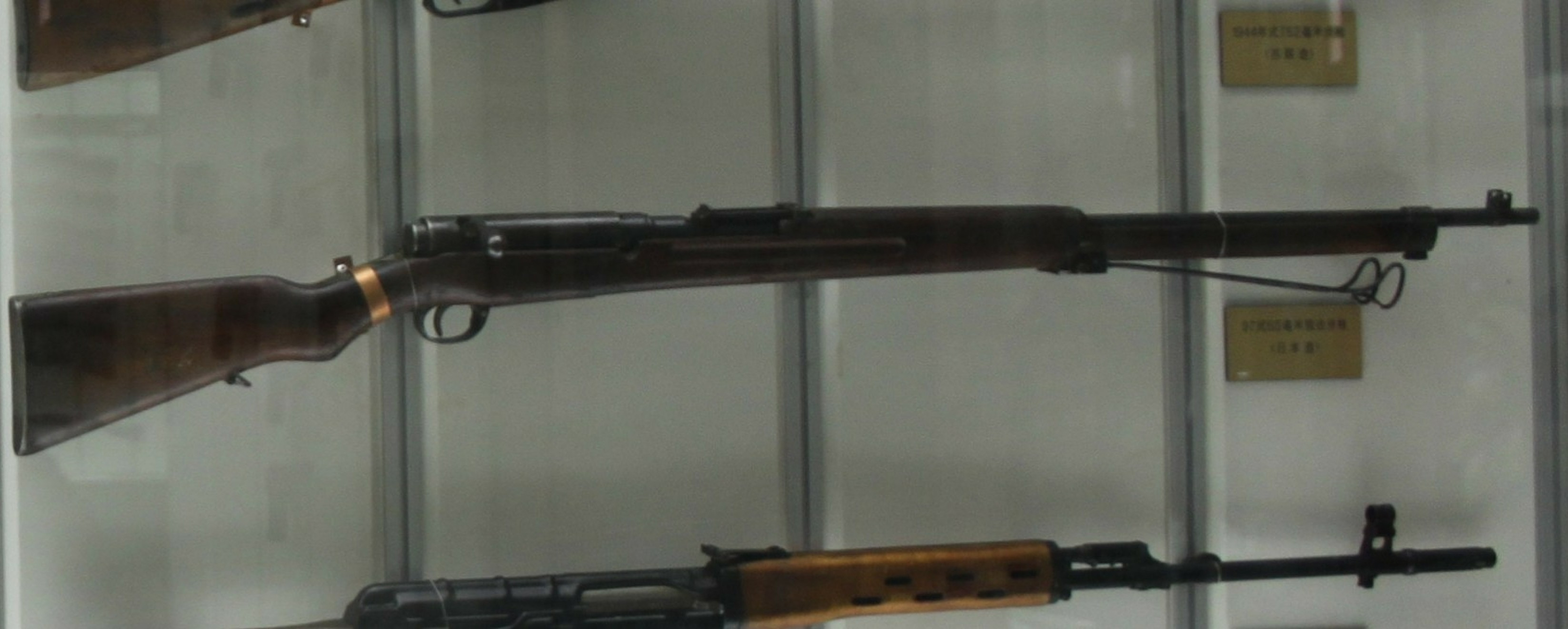
九九式"長"小銃

俗に九九式長小銃とも呼ばれる。「歩兵銃」として開発・生産されたが、実際の全長は前身の三八式歩兵銃よりも若干短い。九九式の系列全体から見ると、生産は少数にとどまる。

#### 試製7.7mm歩兵銃
九九式小銃の前身として、三八式歩兵銃に準じた全長で試作された歩兵銃。三八式をそのまま7.7mm化して槓桿を湾曲化し、単脚を装備した名古屋工廠の第一案と、各部の部品を簡素化して量産及び部品の融通に適した構造とした小倉工廠製の第二案が存在し、九九式小銃は両案の利点を折衷して制式採用となった。

### 九九式短小銃
初期型
1939年から1941年にかけて初期生産された。対空表尺、単脚を標準装備しており、品質管理も行き届いていた。遊戯銃のモデルにもなっている。
中期型
1942年（昭和17年）から1943年（昭和18年）にかけて生産された。対空表尺、単脚を省略。現役時代に三八式歩兵銃で訓練した予備役兵が召集されて九九式を射撃した際、反動の強さに驚いたとされる。
後期型・末期型

1944年（昭和19年）から1945年（昭和20年）にかけて生産されたもので、生産数は最多。品質について、後期型自体は材質・生産方等基本の作りは保たれていたが、末期型の中でも最末期生産のものは極度に低下している。末期型には表尺がなく固定照門のみが設けられ、射撃距離に応じて照準器を調節することはできないため、銃の仰角を変える見越し照準を行う必要がある。また上部ハンドガードが短縮、銃床のバットプレートは木製に変更のうえ釘で固定、スイベルリング（負革通し）が廃止されて銃床に開けた穴へ縄を通す方式に変更といった省力化が進められた。中には着剣装置まで省略されている製品もある。
末期型は部品精度が落ちているためネジの締まりが悪く、部品脱落が多かったほか、不発や暴発事故も報告されている。木材加工も工期短縮のために銃床の長さが狩猟用ライフル並に短縮されて銃身の前半がむき出しとなり、未乾燥処理で荒削り、ニス塗装もしていないものやニスの代わりに漆を塗ったものもあった。
九九式小銃（特）
九九式短小銃（海軍では単に九九式小銃と呼称した）を量産しやすくするために簡略化したものに対して海軍が与えた名称。銃身以外は教練銃の製作工場でも制作できるように、機体（レシーバー）・用心鉄・照尺座・弾倉底板等を可鍛鋳鉄製にする、さく杖・遊底覆・背負革を廃止する、尾栓円筒と槓桿とを溶接する等の簡略化が行なわれている。レシーバーには製造番号と検査印を示す刻印以外は何も記載されていない。
米国ではType99 Naval Specialとして知られる本銃は３つのタイプが確認されており、上記の仕様は九九式短小銃では後期型に当たる時期に作られたと思われるものである。これより以前のものは遊底覆がなく菊の御紋の代わりに錨のマークが刻印されており、本来縦書きである形式番号表記が「九九式特」と横書きされている事、後述の構造上の理由により銃身長が26 9/16インチ(675mm)とされる事、表面仕上げがブルーイングではなく黒塗装とされている点を除いては、部品構成は九九式短小銃中期型とさほど変わりはない。末期のモデルでは銃身自体が三八式騎銃に近い21 5/8インチ(549mm)に短縮されており、「Naval Special Carbine」と呼ばれている。
なお、九九式特各型の特徴として、鋳鉄製のレシーバーでは実包の圧力に耐えられない事を見越して、銃身側の薬室部分を拡大し遊底のロッキングラグの溝を切り、レシーバーではなく銃身側でロッキングラグが噛み合う構造となっている。このような構造は後の民生ライフルでも採用されているものであるが、実包の異常高圧の際にレシーバーの緊急用のガス穴からガスを抜く構造である（レシーバーにも想定を超える高圧が掛かる可能性が十分にあり得る）有坂銃の性質を考慮すると、たとえ初期のものであっても九九式特は絶対に実射の用途に供するべきではないと、米国のコレクターの間では結論付けられている。
海軍が製造した戦時設計型の急造小銃は他に三十年式歩兵銃の海軍版である三十五年式海軍銃を7.7mm口径に改造したものや、M1ガーランドをデッドコピーし海軍九二式(留式)機銃の.303ブリティッシュ弾を使用できるようにしたとされる四式自動小銃などが知られている。
米軍改造型
戦後米軍が接収した九九式短小銃を30-06弾規格に改造したもの。約14万挺が改造され、警察予備隊や韓国軍に配備された。
国民党軍改造型
戦後国民党軍が接収した九九式短小銃を7.92×57mm弾規格に改造したもの。

#### 九九式狙撃銃・九九式短狙撃銃
狙撃銃として九九式小銃・短小銃の生産ラインの中から精度の高い銃を選び出し、機関部左側面上方に九九式狙撃眼鏡（倍率4倍）または九七式狙撃眼鏡（倍率2.5倍）を装着したもの。九九式小銃をベースとする九九式狙撃銃と、九九式短小銃をベースとする九九式短狙撃銃が開発・採用されているが、短小銃と同じく実際に主力狙撃銃として量産・配備されたのは短狙撃銃である。

#### 試製7.7mm騎銃
九九式小銃の制定後に、三八式騎銃及び四四式騎銃をベースに7.7mmとしたものが試作された。前者が第一案、後者が第二案として検討されたものの、採用は見送られている。

#### 試製一〇〇式小銃
九九式短小銃を基に、帝国陸軍の落下傘部隊である挺進部隊向け小銃として試作されたテラ銃の一つ。百式小銃とも。ドイツ降下猟兵向けのKar98kパラトルーパー・テイクダウンライフルを参考に、同銃と同様のネジ山噛合い式の銃身・機関部分離機構を実装した。銃身と機関部の接合部分には4山のノコ歯ねじが切られており、差し込んで1/4ほど捻る事で結合が完了する。分離時にはボルトハンドル(槓桿)もボルト(遊底)から引き抜いて別に携行する事が出来た。結合完了と同時に銃身及び照星をズレ無く正立させるには高度な工作精度を要求されるため、当時の日本の工業力ではこの構造の分離機構の量産を行う事は難しく、本銃の開発は試製に終わった。この後に三八式騎銃を元に、試製一〇〇式よりも量産が容易な折畳み銃床式とした試製一式の試作にも挑んでいるが、こちらも折り畳み機構の耐久性に難があり試作のみに終わっている。
なお、Kar98kテイクダウンライフルは、日本の試製一〇〇式よりも完成度が高かったものの、本格的な量産には至ってはいない。

#### 試製テラ銃
試製一〇〇式及び試製一式と同時期に試作されたテラ銃。資料によっては四四式騎銃を基にしたとされる場合や、試製一式として紹介している場合もあるが、現存するものは九九式短小銃を基に四四式騎銃後期型のスパイク式折畳銃剣を取り付けたものとなっており、製造工廠とシリアルナンバー以外に型式を示す刻印は存在しない。海外では非公式に試製九九式テラ銃とも呼ばれている。
試製一〇〇式のネジ山噛合い式の銃身・機関部分離機構を簡素化し、結合部を差し込み式としてクサビ状のネジを回して固定する構造に改められた。これは後の二式小銃とほぼ同じ固定方式であるが、ネジの位置が二式小銃とは左右逆となっている。この銃が直接の原型となり、二式小銃が開発されたとみられる。

#### 二式小銃
九九式短小銃を薬室部分から二分割可能にし、銃袋に入れて持ち運べるようにしたもの。分割部分は金属で補強してある。「挺進落下傘（ていしんらっかさん）」に由来して、テラ銃・二式テラ銃という呼称・略称がある。「空の神兵」としてパレンバン空挺作戦で戦果を挙げた、空挺部隊たる挺進部隊（挺進団）の挺進兵に配備するために開発された。

#### 九九式小銃（挺進用）
製造に手間のかかる二式小銃の代替として1943年10月に制定された挺進兵用小銃。既に大量生産されている九九式短小銃を転用して二式小銃と同様の分解機構をもつものに改造することにより、増産を容易に行なえるようにした。

## 主力装備として採用された主な国、組織
- 日本 - 旧陸海軍、敗戦後の警察予備隊、保安隊、自衛隊（前述の通り米軍規格の30-06弾規格に改造したものを使用）。
- 大韓民国 - 南朝鮮国防警備隊、のちに韓国軍。
- 中国 - 中国工農紅軍、のちに中国人民解放軍。
- 中華民国 - 国民革命軍、のちに中華民国国軍
- 北朝鮮 - 東北抗日聯軍、のちに朝鮮人民軍。
- インドネシア - インドネシア独立軍、のちにインドネシア共和国国軍。
- ベトナム - ベトナム独立同盟（ベトミン）、のちにベトナム人民軍。

## 登場作品
三八式歩兵銃と並んで日本軍の主力小銃であったため、これらの他にも戦争を題材としたドラマや映画に登場する。

### 映画・テレビドラマ
『NCIS 〜ネイビー犯罪捜査班』
『硫黄島からの手紙』
日本軍の主力小銃として、作品全般にわたって登場する。一部の兵士は三十年式銃剣を取り付けている。
『加藤隼戦闘隊』
『最後の弾丸』
『空の神兵』
『ダーティハリー』
『地球防衛軍』
避難民を誘導する防衛隊員が肩に担いでいる。
『父親たちの星条旗』
『日本のいちばん長い日』
日本陸軍兵士たちが銃剣を取り付けて使用する。
『人間の條件』
分解清掃や戦闘の場面では自衛隊から貸し出された実銃が使用され、射撃の場面では空包を使用している。
『野火』
初期型が主人公の携行する小銃として、作品全般にわたって登場する。主人公を含め一部の兵士は三十年式銃剣を取り付けている。

### 漫画・アニメ
『ザ・ワールド・イズ・マイン』
飯島猛が太平洋戦争時のガダルカナル島にて使用。
『ルバングのサムライ 最後の九九式』
松本零士による読み切り。カラー。『週刊少年サンデー』1974年19号に掲載。
『精霊たちの帰還』
雨宮淳作。ルソン島へ学徒出陣した伊藤孝の装備品。三八式歩兵銃と違い、銃身前部が被われているので九九式だと判別可能。表紙では着剣している。
『戦場まんがシリーズ』
シリーズ中の「大艇再び還らず」や「四次元戦線」に登場。特に「鉄の墓標」では、初年兵が持つ九九式短小銃と古参兵が持つ三八式歩兵銃では弾の互換性がないことが描かれている。
『潜水艦スーパー99』
主人公の兄、沖五郎の愛銃。スポーツライフルとして銃床がモンテカルロ型に改造されている。銃を託された弟の沖ススムが魚雷を狙撃して破壊している。

### 小説
『国境』
『終戦のローレライ』
『女学生探偵と偏屈作家 ―古書屋敷殺人事件前夜―』

### ゲーム
『Rising Storm』
日本陣営の小銃兵が装備。銃剣の着脱が可能。
『コール オブ デューティシリーズ』
『COD:WaW』
日本軍のボルトアクションライフルとして登場する。銃剣や小銃擲弾を装着可能。
『COD:BO』
ゾンビモードでのみ使用可能。
『スナイパーエリートV2』
DLC「The Landwehr Canal Pack」を導入することで「Type 99」の名称で登場し、使用可能になる。
『バトルフィールドV』
斥候兵の武器として「九九式有坂銃」の名称で登場。